# Ganew doł
Ganew doł (bułg. Ганев дол) – wieś w Bułgarii, w obwodzie Wielkie Tyrnowo, w gminie Elena. Wieś wymarła.